# Ikea museum
Ikea museum är möbelföretaget Ikeas museum i Älmhult, invigt 30 juni 2016.
Museet är beläget på Ikeas företagsområde i företagets allra första varuhusbyggnad och är en utvidgning av en tidigare mindre utställning i varuhuset. Förutom tillfälliga temautställningar berättar museet om företagsgruppens och grundarens Ingvar Kamprad utvecklingshistorik med design, möbler och inredningsprodukter från företagets olika epoker. Efter att Ikea öppnat ett nytt varuhus i Älmhult år 2012 omvandlades en del av det tidigare varuhuset till museum och övriga byggnaden till företagets produktutvecklingsverksamhet. Invigningen var ursprungligen planerad till år 2015 men fördröjdes ett år.